# Домазар Сергій Федорович
Домазар Сергій Федорович (1900–1987) — український письменник, публіцист, перекладач. Справжнє ім'я та прізвище — Сергій Федорович
Давиденко. Псевдонім — Іван Сагайда.

## З біографії
Народ. 29 серпня 1900 р. у м. Пирятин у родині фельдшера.
Навчався в Пирятинській гімназії, вступив до лав січових стрільців,
брав участь у боях. Після поразки УНР потрапив до в'язниці, був засуджений до розстрілу, але вдалося врятуватися. Взяв собі прізвище загиблого побратима С. Домазара, вів мандрівний спосіб життя, працював суфлером у театрі «Березіль», коректором у друкарнях Харкова і Києва. Викладав
німецьку мову в Київському ветеринарному інституті. У 1937 р. лишився без роботи. На початку
війни працював складачем української газети (Київ).
Був мобілізований до Червоної Армії, проте повернувся до Києва.
У 1942 р. потрапив до Тюрінгії на сільськогосподарські роботи, потім працював редактором та перекладачем у спецвідділі "Вінета" Східного відділу Міністерства народної освіти та пропаганди Райху. Друкується в діаспорних виданнях. У 1949 р. емігрував до Австралії, поселився спочатку в Сіднеї, потім у Блектавні (1954). Брав участь у громадському та церковному
житті, друкувався в газеті «Вільна думка» (Сідней), журналі «Сучасність». 3 роки мандрував по
Канаді, Європі, США, потім знову поселився в Австралії біля річки Непієн. Помер 18 липня 1987 р. у
Сіднеї (Австралія).

## Творчість
Автор роману «Замок над Водаєм» (1964), нарисів «Володар
сімох морів», «Реставратори голубих мрій» (1969), публіцистичної
книги «Великі питання» (1947), мовознавчої праці «Знаряддя мови»
(1971), перекладів з англійської мови.
Окремі видання:
- Домазар С. Замок над Водаєм. — Суми: Собор, 2003. — 296 с.; К.: Ярославів Вал, 2010.